# Austrotinodes inbio
Austrotinodes inbio är en nattsländeart som beskrevs av Munioz-quesada och Ralph W. Holzenthal 1993. Austrotinodes inbio ingår i släktet Austrotinodes och familjen trattnattsländor. Inga underarter finns listade i Catalogue of Life.